# Willi Brümmer

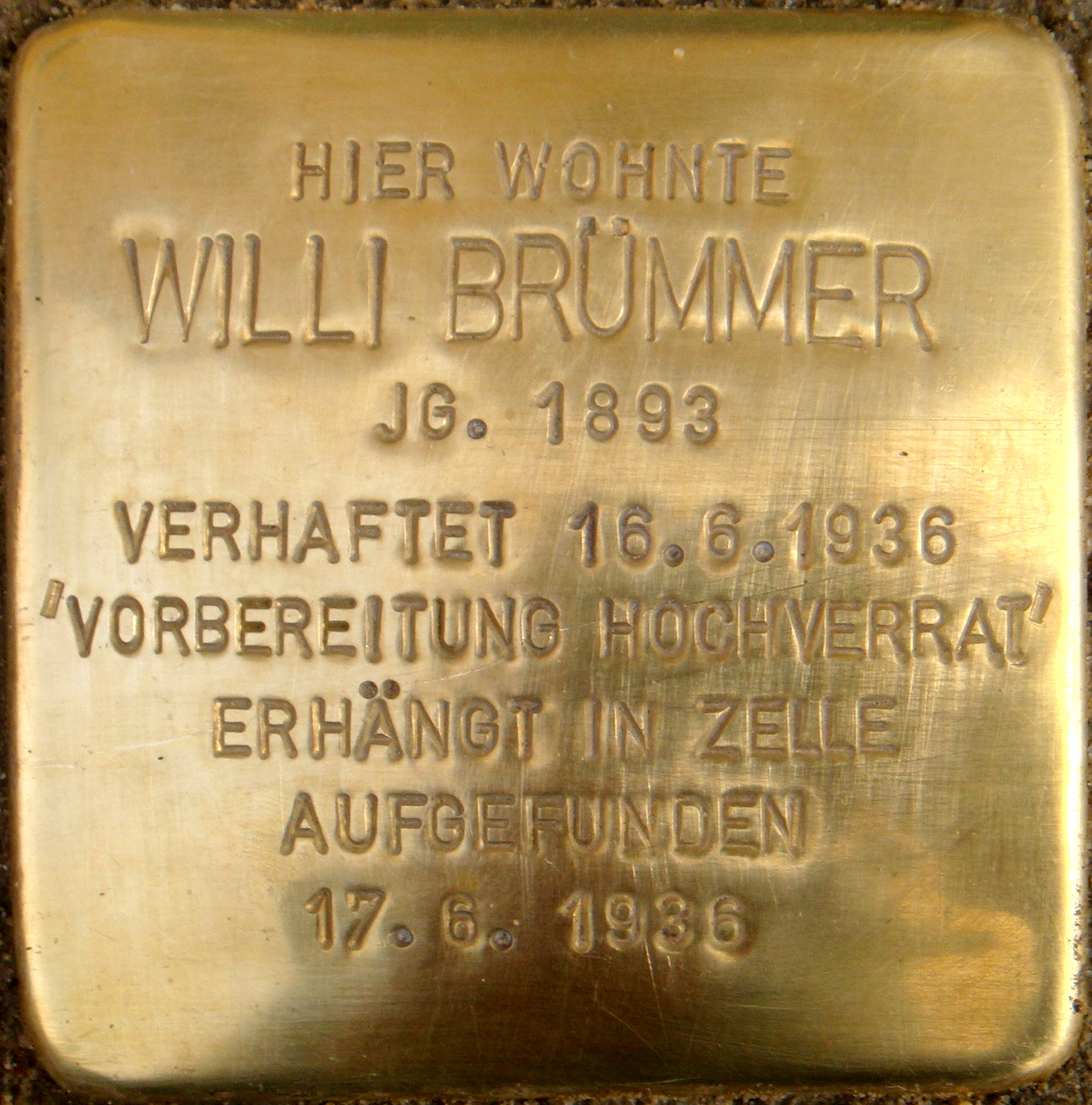
Stolperstein für Willi Brümmer vor der Stobraer Straße 21

Willi (Max) Brümmer (* 24. Januar 1893 in Obertrebra; † 16. Juni 1936 in Apolda) war ein deutscher Widerstandskämpfer gegen das Naziregime.

## Leben
Willi Brümmer wurde von seiner Mutter Friedrike Therese Brümmer im Armenhaus von Obertrebra zur Welt gebracht. Über den Vater ist nichts bekannt. Nach dem Besuch der Volksschule erlernte er den Beruf des Strickers. Beim Beginn des Ersten Weltkriegs wurde er als Soldat zum kaiserlichen Heer eingezogen. Als er ins zivile Leben zurückgekehrt war, arbeitete er bei Strickermeister Kurt Geißler. Er sympathisierte für die KPD und unterstützte sie bei Abstimmungen wie den Volksentscheid gegen die Fürstenenteignung. Im Juli 1933 trat er dem Stahlhelm, Bund der Frontsoldaten bei und blieb Mitglied bis zu seiner Auflösung 1935. Er war auch Mitglied der Deutschen Arbeitsfront (DAF). Sein bester Freund, Otto Kleine – ebenfalls Stricker bei Firma Geißler – hatte im März 1936 Verwandte in Asch/CSR besucht und dort Kontakte mit Vertretern der KPD-Auslandsleitung bekommen. Auf deren Wunsch hin erklärte sich Kleine bereit, am Neuaufbau einer „Roten Hilfe“ in Apolda und Umgebung mitzuwirken, die bei Machtantritt der Nazis aufgelöst worden war. Kleine fragte seinen Freund Willi Brümmer, ob dieser das nächste Mal nach Asch mitkäme. Dieser hatte sofort Interesse, sich am Neuaufbau der KPD zu beteiligen. Beim Besuch am 24. April in Asch wurde vereinbart, dass sich Brümmer um den Aufbau der Organisation kümmern würde, während Kleine Hilfsgelder zur Unterstützung von Apoldaer Familien mitnahm, deren Angehörige als politische Gefangene in Haft saßen. Weiter wurde vereinbart, dass Brümmer in der katholischen Jugend, bei ehemaligen Sozialdemokraten und bei Bibelforschern die Bildung von Zellen organisiert, aus denen eine Neugründung der KPD hervorgehen könnte. Bis nach Jena, Eisenberg, Naumburg und Weimar reichten die Verbindungen, die Brümmer, Kleine und andere knüpften. Als Ende Mai 1936 Kleine und Brümmer nochmals nach Asch fuhren, wurde beschlossen, dass nicht nur Hilfsgelder, sondern auch Druckschriften, Zeitungen und Broschüren aus Asch nach Apolda gebracht und in die bereits bestehenden Gruppen verteilt würden. Durch die Ausstellung der Reisepässe, die nicht ganz billig waren, hatten sich Kleine und Brümmer allerdings verdächtig gemacht. Polizisten meldeten ihren Verdacht der Gestapo, und diese beobachtete seither die genannten Personen aufmerksam. Bei ihnen entstand die Vermutung, dass sie es mit einer verzweigten Organisation zu tun bekommen hatten. Am 12. Juni 1936 erschien ein Kurier bei Brümmer, der diesem zahlreiche Schriften und Broschüren übergab, die dieser sorgsam versteckte. Doch der Kurier wurde verhaftet, als er das Haus verlassen hatte und gab bei der Vernehmung auch sein Erkennungswort preis. Einige Tage später schickte die Gestapo einen getarnten Kriminalkommissar zu Brümmer, der angeblich von der KPD-Leitung in Asch den Auftrag hatte, ihn nach dem Stand des Organisationsaufbaus zu befragen. Im Glauben, einen richtigen Kurier vor sich haben, gab Brümmer Namen der Mitglieder und weitere Interna seiner Organisationstätigkeit preis. Wenig später wurde Brümmer verhaftet. Der vernehmende Gestapomann stellte seine Befragung so an, dass Brümmer glauben musste, sie wüssten schon alles, so dass er Namen und Zusammenhänge preisgab und auch ein umfangreiches Geständnis in Aussicht stellte. Auch den verhafteten Kleine wiederum machte die Gestapo glauben, Brümmer habe ihnen alles erzählt. So spielten sie die beiden gegeneinander aus, die ihnen jeweils alles erzählten im guten Glauben, der Vernehmer wisse schon alles. Für Brümmer muss die Erkenntnis, dass er alles preisgegeben hatte, sehr deprimierend gewesen sein. Möglicherweise ist er auch in der Haft gefoltert worden. Die Verzweiflung über seine Lage und das Bewusstsein, viele Freunde verraten zu haben, brachte ihn dazu, sich in seiner Zelle zu erhängen. Am Morgen des 17. Juni 1936 wurde er in der Zelle erhängt vorgefunden. Danach wurde er in die Anatomie Jena überführt, aber nicht in Apolda bestattet. Es gibt von ihm kein Grab. Während Brümmer sich seiner gerichtlichen Bestrafung durch seinen Freitod entzogen hatte, wurde sein Freund Otto Kleine zu 14 Jahren Zuchthaus verurteilt, von denen er neun Jahre im „Roten Ochsen“ von Halle absaß.
1914 heiratete Willi Brümmer die aus Neudietendorf stammende Emma Diederich. Sie hatten keine Kinder, aber nahmen als Pflegeeltern ein Mädchen zur Pflege auf. Über den weiteren Verbleib seiner Ehefrau und der Pflegetochter konnte nichts ermittelt werden.

## Erinnerung
- Am 18. August 2009 wurde vor der Haustür der letzten Wohnung Brümmers in der Stobraer Straße 21 von Apolda ein Stolperstein gelegt.